# KYOTO地球環境の殿堂
KYOTO地球環境の殿堂（きょうとちきゅうかんきょうのでんどう）は、1997年に京都議定書が国立京都国際会館で締結されたことを記念し、地球環境の保護に貢献した人物を顕彰するために2010年に設立された殿堂。設立には環境省、京都府、京都市、京都商工会議所、総合地球環境学研究所、国際高等研究所などが携わっている。

## 殿堂入り
| 回     | 名前 | 名前                               | 国             | 備考                                                                                   |
| ------ | ---- | ---------------------------------- | -------------- | -------------------------------------------------------------------------------------- |
| 第1回  |      | グロ・ハルレム・ブルントラント     | ノルウェー     | 元ノルウェー首相。「持続可能な開発」の概念を提唱。                                     |
| 第1回  |      | 真鍋淑郎                           | アメリカ合衆国 | プリンストン大学客員共同研究員。温暖化対策の研究を行う。2021年ノーベル物理学賞受賞者。 |
| 第1回  |      | ワンガリ・マータイ                 | ケニア         | ナイロビ大学教授、環境保護活動家。2004年ノーベル平和賞受賞者。                         |
| 第2回  |      | 原田正純                           | 日本           | 元熊本学園大学教授。公害問題に取り組む。                                               |
| 第2回  |      | ジグミ・シンゲ・ワンチュク         | ブータン       | 第4代ブータン国王。「国民総幸福量」の概念を提唱。                                      |
| 第2回  |      | エリノア・オストロム               | アメリカ合衆国 | インディアナ大学教授。2009年ノーベル経済学賞受賞者。                                   |
| 第3回  |      | クラウス・テプファー               | ドイツ         | 元国際連合環境計画(UNEP)事務局長。                                                     |
| 第3回  |      | レスター・R・ブラウン              | アメリカ合衆国 | ワールドウォッチ研究所創立者。アースポリシー研究所創立者、所長。                       |
| 第4回  |      | ヴァンダナ・シヴァ                 | インド         | 環境哲学者、物理学者。                                                                 |
| 第4回  |      | エイモリー・B・ロビンス            | アメリカ合衆国 | ロッキーマウンテン研究所理事長。                                                       |
| 第5回  |      | 宮脇昭                             | 日本           | 横浜国立大学名誉教授、公益財団法人地球環境戦略研究機関国際生態学センター長。           |
| 第6回  |      | 畠山重篤                           | 日本           | NPO法人森は海の恋人 理事長、京都大学フィールド科学教育研究センター社会連携教授。       |
| 第7回  |      | デヴィッド・スズキ                 | カナダ         | ブリティッシュコロンビア大学名誉教授。                                                 |
| 第7回  |      | セヴァン・カリス＝スズキ           | カナダ         | 環境活動家、作家。                                                                     |
| 第7回  |      | ハーマン・デイリー                 | アメリカ合衆国 | 環境経済学者、メリーランド大学名誉教授。                                               |
| 第8回  |      | オギュスタン・ベルク               | フランス       | フランス国立社会科学高等研究院教授。                                                   |
| 第8回  |      | ホセ・アルベルト・ムヒカ・コルダノ | ウルグアイ     | 前ウルグアイ大統領。                                                                   |
| 第8回  |      | 中村哲                             | 日本           | 医師、ペシャワール会現地代表。                                                         |
| 第9回  |      | ミゲール・アルティエリ             | チリ           | 農業生態学を提唱。カルフォルニア大学名誉教授。                                         |
| 第9回  |      | マーガレット・A・マッキーン        | アメリカ合衆国 | 日本の入会地などコモンズを研究。デューク大学名誉教授。                                 |
| 第9回  |      | デニス・メドウズ                   | アメリカ合衆国 | ニューハンプシャー大学名誉教授。                                                       |
| 第10回 |      | クリスティアナ・フィゲレス         | コスタリカ     | 前国連気候変動枠組条約事務局長。                                                       |
| 第10回 |      | 山折哲雄                           | 日本           | 宗教学者。                                                                             |
| 第10回 |      | エゴ・レモス                       | 東ティモール   | 歌手、環境保全活動家。                                                                 |
| 第11回 |      | メアリー・ロビンソン               | アイルランド   | 元アイルランド大統領。元国連人権高等弁務官。                                           |
| 第11回 |      | 気候変動に関する政府間パネル       |                | 政府間組織。2007年ノーベル平和賞受賞団体。                                             |
| 第12回 |      | 槌屋治紀                           | 日本           | システム技術研究所代表取締役。                                                         |
| 第12回 |      | マニュエル・プルガール・ビダル     | ペルー         | 元ペルー環境大臣。                                                                     |
| 第12回 |      | クリス・トンプキンス               | アメリカ合衆国 | 元パタゴニアCEO。                                                                      |
| 第13回 |      | ヨハン・ロックストローム           | スウェーデン   | ポツダム気候影響研究所所長、プラネタリー・バウンダリー提唱者                           |
| 第13回 |      | 西岡秀三                           | 日本           | 環境学者                                                                               |
| 第14回 |      | ジル・クレマン                     | フランス       | 庭師、修景家、小説家                                                                   |
| 第14回 |      | 中村桂子                           | 日本           | JT生命誌研究館名誉館長                                                                 |
| 第15回 |      | 甲斐沼美紀子                       | 日本           | 地球環境戦略研究機関研究顧問                                                           |
| 第15回 |      | パーサ・ダスグプタ                 | イギリス       | ケンブリッジ大学フランク・ラムゼイ記念名誉教授                                         |
| 第15回 |      | 山岸哲                             | 日本           | 山階鳥類研究所名誉顧問                                                                 |

## 辞退
- 2013年石牟礼道子 - 一身上の都合[3][4]